# Залучанська печера
Залуча́нська пече́ра (інша назва — Ні́гинська пече́ра) — геологічна пам'ятка природи місцевого значення в Україні. Розташована в межах Кам'янець-Подільського району Хмельницької області, між селами Залуччя та Нігин. 

## Опис
Площа 3 га. Статус надано 04.09.1982 року. Перебуває у віданні Чемеровецької селищної громади. 
Статус надано з метою збереження трьох невеликих печер на лівому березі річки Смотрич. Печери розташовані у вапняках верхнього тортону приблизно на половині висоти прямовисної стіни Смотрицького каньйону. Досліджена довжина печер становить бл. 60 м. Являє собою систему вузьких і невисоких ходів та невеликих залів. 
Згідно з переказами, у печерах переховувались жителі сіл Залуччя та Черче від татаро-турецьких нападників. Печери також відомі під назвою Нігинські печери і кожна з них має свою назву: Нігинська, Жидівська і Кінська. 
Входить до складу національного природного парку «Подільські Товтри».